# Ryan Reynolds
Ryan Rodney Reynolds (Vancouver, 23 ottobre 1976) è un attore e produttore cinematografico canadese naturalizzato statunitense.
Il più grande successo commerciale e di critica di Reynolds è arrivato interpretando il mercenario chiacchierone Deadpool nei film della 20th Century Fox Deadpool (2016), Deadpool 2 (2018) e Deadpool & Wolverine (2024), basati sull'omonimo personaggio di Marvel Comics. Il primo film ha stabilito numerosi record al momento della sua uscita per una commedia di categoria R e la sua interpretazione gli è valsa le nomination ai Critics' Choice Awards e ai Golden Globe.
Reynolds è stato nominato da People l'uomo più sexy del mondo nel 2010 e gli è stata assegnata una stella sulla Hollywood Walk of Fame nel 2017.

## Biografia
Reynolds è nato e cresciuto a Vancouver, nella Columbia Britannica, in una famiglia di religione cattolica e d'origini irlandesi, ultimo dei quattro figli (due dei quali hanno poi trovato lavoro nelle forze dell'ordine) del venditore all'ingrosso di beni alimentari James Chester Reynolds (deceduto all'età di 74 anni per via della malattia di Parkinson) e della commessa Tamara Lee Stewart. Diplomatosi presso la Kitsilano Secondary School nel 1994, s'iscrive poi alla Kwantlen Polytechnic University, che però finirà per abbandonare in maniera tale da potersi dedicare allo studio dell'arte drammatica.
Appassionato di calcio, è co-proprietario del Wrexham Football Club. 

## Carriera

### Inizi
Inizia la propria carriera quando è ancora uno studente liceale, in quanto membro del cast della soap opera adolescenziale canadese Hillside (negli Stati Uniti, dov'era trasmessa su Nickelodeon, conosciuta come Fifteen) nel 1991. Per quasi tutto il corso degli anni novanta recita in svariati sceneggiati e film per la televisione, tanto del suo stesso Paese quanto degli USA, tra i quali spiccano programmi come X-Files (ep. Congiunzione astrale), Sabrina, vita da strega (il film televisivo che funse da episodio pilota della serie vera e propria) e Oltre i limiti (episodi Se i muri potessero parlare..., Double Helix e Origin of Species), fino a quando non ottenne il suo primo ruolo d'un certo rilievo interpretando uno dei personaggi principali della sit-com Due ragazzi e una ragazza, serie che soprattutto negli Stati Uniti contribuí a dargli grande popolarità, spalancandogli inoltre le porte del mondo del cinema.

### Anni duemila
Nel 2002 recita in qualità di protagonista nella commedia demenziale Maial College, mentre nel 2003 si divide la scena con Michael Douglas e Albert Brooks in Matrimonio impossibile. Nel 2004 figura invece tra i protagonisti di Blade: Trinity, terzo e ultimo capitolo cinematografico delle avventure del popolare mezzovampiro della Marvel, dove affianca Wesley Snipes e Jessica Biel nel ruolo del cacciatore di vampiri Hannibal King, ruolo per cui s'è dovuto sottoporre a una rigida preparazione fisica e un addestramento nelle arti marziali. Nel 2005 recita in Amityville Horror, rifacimento del celeberrimo cult del terrore degli anni ottanta, mentre nel 2006 recita al fianco di Ben Affleck, Alicia Keys e Ray Liotta in Smokin' Aces. Nel 2007 recita al fianco di Julia Roberts nel film Un segreto tra di noi.
Nel 2009 Reynolds interpreta Wade Wilson in un ruolo secondario nel film prequel degli X-Men della 20th Century Fox, X-Men le origini - Wolverine. In precedenza aveva parlato del suo interesse e del suo coinvolgimento in un possibile adattamento cinematografico relativo al personaggio di Deadpool della Marvel Comics con lo sceneggiatore David S. Goyer già nel 2005.
In seguito ottiene la parte di un altro eroe dei fumetti, diventando Hal Jordan / Lanterna Verde nella pellicola chiamata per l'appunto Lanterna Verde del 2011, dove recita accanto a Blake Lively, quest'ultima nel ruolo di Carol Ferris. Nell'aggiudicarsi questa parte, Reynolds è riuscito a battere altri candidati quali Bradley Cooper e Justin Timberlake.
Sempre nel 2009 recita al fianco dell'attrice premio Oscar Sandra Bullock nella commedia sentimentale Ricatto d'amore.

### Anni duemiladieci

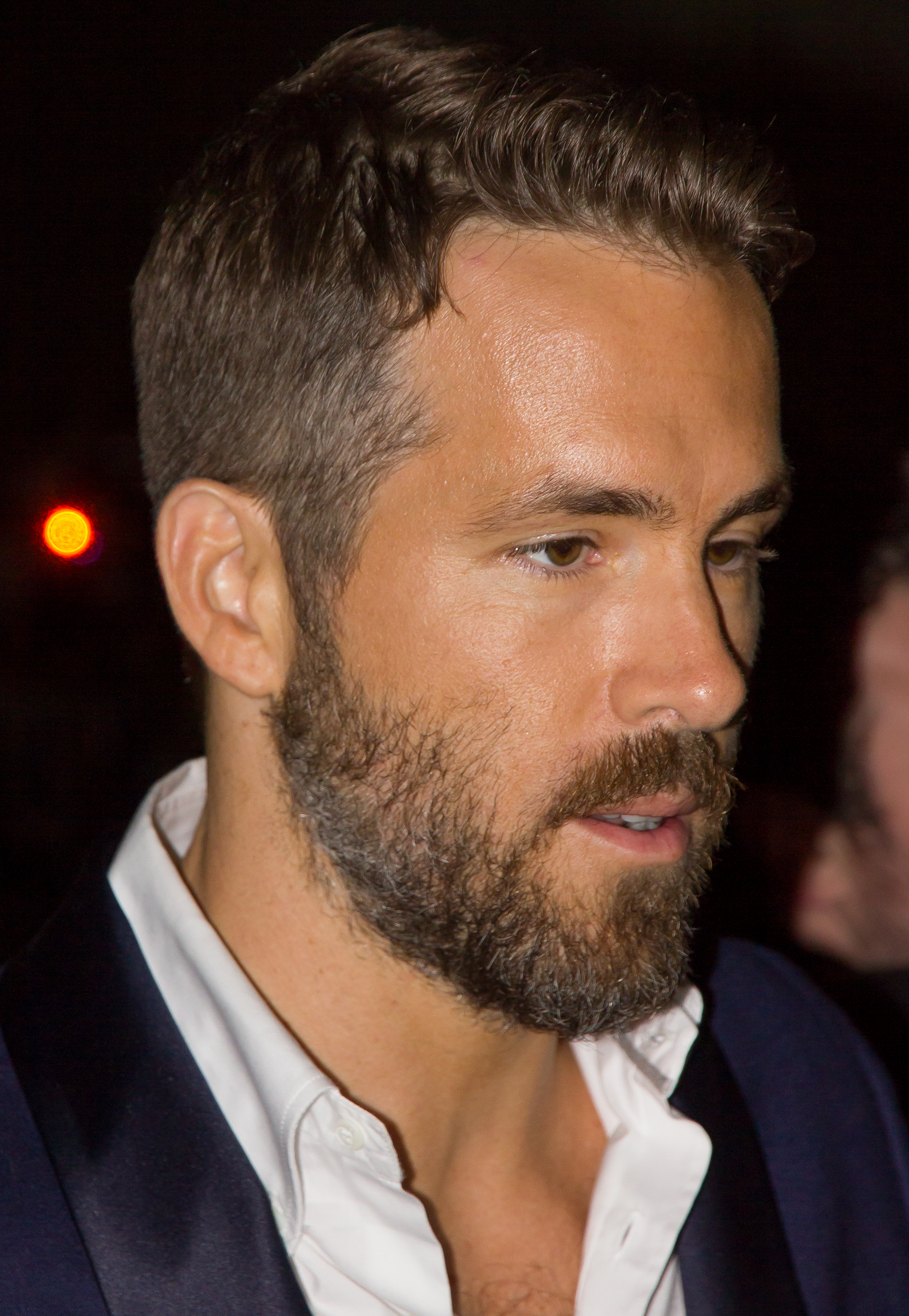
Ryan Reynolds al Toronto International Film Festival 2014

Nei primi mesi del 2010 diventa l'uomo immagine per una fragranza maschile di Hugo Boss. Nel novembre del 2010 si classifica al primo posto nella classifica degli uomini più sexy stilata dalla rivista People. Nel 2012 interpreta Matt Weston, un agente della CIA, nel thriller d'azione Safe House - Nessuno è al sicuro, accanto a Denzel Washington, del regista svedese Daniel Espinosa, mentre nel 2013 presta la propria voce al personaggio di Guy nel film d'animazione I Croods di Kirk DeMicco e Chris Sanders, e nel 2014 partecipa al film The Captive - Scomparsa. 
Nel 2016 riprende il ruolo dell'antieroe dei fumetti Deadpool sta volta come protagonista nell'omonimo film: la sua interpretazione del personaggio (già portato in scena, seppur con un antefatto diverso e tutto sommato con uno spazio più ridotto, nel film X-Men le origini - Wolverine) è diventata pressoché iconica e la sua fama mondiale aumenta notevolmente, così come quella dello stesso personaggio. Reynolds riscontra un successo di critica e commerciale. Ma si tratta anche di una grande soddisfazione personale. Dopo aver interpretato Wade Wilson, in X-Men le origini - Wolverine, Reynolds è stato fortemente coinvolto nello sviluppo di un nuovo film su Deadpool che prevedesse un riavvio del personaggio, ignorando gli eventi di X-Men le origini - Wolverine e ridefinendo il personaggio di Deadpool in maniera più aderente al materiale originale della Marvel Comics. Nel dicembre dello stesso anno riceve la stella sulla Walk of Fame di Hollywood.
Nel 2017 è tra i protagonisti del fantascientifico thriller ambientato nello spazio Life - Non oltrepassare il limite, accanto a Jake Gyllenhaal e Rebecca Ferguson; secondo film in cui venne diretto da Daniel Espinosa. Nel mese di aprile è stato inserito, dalla rivista Time, tra le 100 personalità più influenti al mondo, nella categoria artisti. Lo stesso anno recita nel buddy movie Come ti ammazzo il bodyguard di Patrick Hughes, affiancato nel cast da Samuel L. Jackson, Salma Hayek e Gary Oldman.
Nel 2018 riprende il ruolo di Deadpool nel secondo omonimo film che ha anche co-sceneggiato. Inoltre, a febbraio, acquista la compagnia Aviation American Gin. Nel 2019 ottiene sia il doppiaggio del simpatico e adorabile Pokémon giallo Pikachu che il ruolo del detective Harry Goodman (il padre del giovane protagonista) nel film live-action Pokémon: Detective Pikachu, diretto da Rob Letterman, e inoltre sarà l'attore protagonista del nuovo film di Michael Bay, 6 Underground.

### Anni duemilaventi
Nel 2021 è protagonista della commedia d'azione Free Guy - Eroe per gioco di Shawn Levy, dove interpreta un personaggio non giocante di uno sparatutto che ad un certo punto prende coscienza di sé accorgendosi di non essere una persona reale, e ritorna inoltre a doppiare Guy nel film I Croods 2 - Una nuova era di Joel Crawford, seguito del primo film realizzato dalla coppia De Micco-Sanders. Infine, sempre nello stesso anno, è protagonista di Red Notice, film prodotto da Netflix dove recita con Dwayne Johnson e Gal Gadot.
Nel 2022 riprende il ruolo di Deadpool dopo quattro anni nel film del Marvel Cinematic Universe Deadpool & Wolverine (diretto da Shawn Levy), che ora, insieme a una variante alternativa di Wolverine (recitato nuovamente da Hugh Jackman), viaggia nell'altra realtà parallela dell'MCU, in uscita nelle sale il 24 luglio 2024.

## Vita privata
Dal 2002 al febbraio 2007 è stato legato sentimentalmente alla cantante canadese Alanis Morissette; questa ha dichiarato che il suo album Flavors of Entanglement è incentrato sulla fine della sua relazione con Reynolds, in particolar modo la traccia Torch.
Il 27 settembre 2008 sposa l'attrice Scarlett Johansson; la coppia si è separata nel dicembre 2010, per poi divorziare nel luglio 2011.
Il 9 settembre 2012 si sposa con l'attrice e modella Blake Lively, conosciuta sul set del film Lanterna Verde; la coppia ha tre figlie e un figlio.

### Impegno sociale
Impegnato nelle riprese del film Deadpool, dietro segnalazione della "Make-A-Wish Foundation", incontrò sul set un bambino affetto da linfoma di Hodgkin, intrattenendolo.
Anche sul set di Deadpool 2 non sono mancati giovani ospiti accolti da Reynolds sempre in collaborazione con Make-A-Wish America e Children's Wish Foundation.

### Altre attività
Dal 2021 è proprietario, insieme a Rob McElhenney, del Wrexham AFC, squadra di calcio gallese militante nella Football League One.
Nel giugno del 2023 entra a far parte di una cordata di investitori che rileva il 24% della scuderia di Formula 1 Alpine.

## Filmografia

### Attore

#### Cinema
- Ordinary Magic, regia di Giles Walker (1993)
- Allarme mortale (Life During Wartime), regia di Evan Dunsky (1997)
- Coming Soon, regia di Colette Burson (1999)
- Le ragazze della Casa Bianca (Dick), regia di Andrew Fleming (1999)
- Big Monster on Campus (Boltneck), regia di Mitch Marcus (2000)
- We All Fall Down, regia di Martin Cummins (2000)
- Finder's Fee, regia di Jeff Probst (2001)
- Maial College (National Lampoon's Van Wilder), regia di Walt Becker (2002)
- Mai dire sempre (Buying the Cow), regia di Walt Becker (2002)
- Matrimonio impossibile (The In-Laws), regia di Andrew Fleming (2003)
- Foolproof, regia di William Phillips (2003)
- American Trip - Il primo viaggio non si scorda mai (Harold & Kumar Go to White Castle), regia di Danny Leiner (2004) - cameo
- Blade: Trinity, regia di David S. Goyer (2004)
- Amityville Horror (The Amityville Horror), regia di Andrew Douglas (2005)
- Waiting..., regia di Rob McKittrick (2005)
- Just Friends (Solo amici) (Just Friends), regia di Roger Kumble (2005)
- Smokin' Aces, regia di Joe Carnahan (2006)
- The Nines, regia di John August (2007)
- Chaos Theory, regia di Marcos Siega (2007)
- Certamente, forse (Definitely, Maybe), regia di Adam Brooks (2008)
- Un segreto tra di noi (Fireflies in the Garden), regia di Dennis Lee (2008)
- Adventureland, regia di Greg Mottola (2009)
- X-Men le origini - Wolverine (X-Men Origins: Wolverine), regia di Gavin Hood (2009) – Wade Wilson / Deadpool
- Ricatto d'amore (The Proposal), regia di Anne Fletcher (2009)
- Paper Man, regia di Kieran Mulroney & Michele Mulroney (2009)
- Buried - Sepolto, regia di Rodrigo Cortés (2010)
- Lanterna Verde (Green Lantern), regia di Martin Campbell (2011) – Hal Jordan / Lanterna Verde
- Cambio vita (The Change-Up), regia di David Dobkin (2011)
- Safe House - Nessuno è al sicuro (Safe House), regia di Daniel Espinosa (2012)
- Ted, regia di Seth MacFarlane (2012) - cameo
- R.I.P.D. - Poliziotti dall'aldilà (R.I.P.D.), regia di Robert Schwentke (2013)
- The Captive - Scomparsa (The Captive), regia di Atom Egoyan (2014)
- Un milione di modi per morire nel West (A Million Ways to Die in the West), regia di Seth MacFarlane (2014) - cameo
- The Voices, regia di Marjane Satrapi (2014)
- Mississippi Grind, regia di Anna Boden e Ryan Fleck (2015)
- Woman in Gold, regia di Simon Curtis (2015)
- Self/less, regia di Tarsem Singh (2015)
- Deadpool, regia di Tim Miller (2016) – Wade Wilson / Deadpool
- Criminal, regia di Ariel Vromen (2016)
- Life - Non oltrepassare il limite (Life), regia di Daniel Espinosa (2017)
- Come ti ammazzo il bodyguard (The Hitman's Bodyguard), regia di Patrick Hughes (2017)
- Deadpool 2, regia di David Leitch (2018) – Wade Wilson / Deadpool
- Pokémon: Detective Pikachu, regia di Rob Letterman (2019)
- Fast & Furious - Hobbs & Shaw (Fast & Furious Presents: Hobbs & Shaw), regia di David Leitch (2019) - cameo
- 6 Underground, regia di Michael Bay (2019)
- Free Guy - Eroe per gioco (Free Guy), regia di Shawn Levy (2021)
- Come ti ammazzo il bodyguard 2 - La moglie del sicario (Hitman's Wife's Bodyguard), regia di Patrick Hughes (2021)
- Red Notice, regia di Rawson Marshall Thurber (2021)
- The Adam Project, regia di Shawn Levy (2022)
- Bullet Train, regia di David Leitch (2022) - cameo
- Spirited - Magia di Natale (Spirited) regia di Sean Anders (2022)
- Ghosted, regia di Dexter Fletcher (2023) - cameo
- IF - Gli amici immaginari (IF), regia di John Krasinski (2024)
- Deadpool & Wolverine, regia di Shawn Levy (2024) – Wade Wilson / Deadpool

#### Televisione
- Hillside – serie TV, 13 episodi (1991-1993)
- The Odyssey – serie TV, 13 episodi (1993-1994)
- Voglia di ricominciare (My Name Is Kate), regia di Rod Hardy – film TV (1994)
- Sabrina, vita da strega (Sabrina, the Teenage Witch), regia di Tibor Takács (1995)
- Costretta al silenzio (Serving in Silence: The Margarethe Cammermeyer Story), regia di Jeff Bleckner – film TV (1995)
- Colomba solitaria (Lonesome Dove: The Outlaw Years) – serie TV, 1 episodio (1995)
- Marshal (The Marshal) – serie TV, 1 episodio (1995)
- X-Files (The X-Files) – serie TV, episodio 3x13 (1996)
- La mia migliore amica (When Friendship Kills), regia di James A. Contner – film TV (1996)
- Sabrina - Piccola strega (Sabrina the Teenage Witch), regia di Tibor Takács – film TV (1996)
- A sangue freddo (In Cold Blood), regia di Jonathan Kaplan – film TV (1996)
- Oltre i limiti (The Outer Limits) – serie TV, 3 episodi (1995-1998)
- Tourist Trap, regia di Richard Benjamin – film TV (1998)
- Due ragazzi e una ragazza (Two Guys, a Girl and a Pizza Place) – serie TV, 81 episodi (1998-2001)
- Scrubs - Medici ai primi ferri (Scrubs) – serie TV, episodio 2x22 (2003)
- Maestro dell'anno (School of Life), regia di William Dear – film TV (2005)
- My Boys – serie TV, 1 episodio (2007)

#### Videoclip
- Threw It on the Ground dei Lonely Island (2011)
- You Need To Calm Down di Taylor Swift (2019)

### Doppiatore
- Zeroman – serie TV, 14 episodi (2004-2005)
- I Griffin – serie TV, 2 episodi (2011-2012)
- I Croods (The Croods), regia di Kirk De Micco e Chris Sanders (2013)
- Turbo, regia di David Soren (2013)
- The Voices, regia di Marjane Satrapi (2014)
- Pokémon: Detective Pikachu, regia di Rob Letterman (2019) – Pikachu
- I Croods 2 - Una nuova era (The Croods: A New Age), regia di Joel Crawford (2020)

### Produttore
- Deadpool, regia di Tim Miller (2016)
- Deadpool 2, regia di David Leitch (2018)
- Free Guy - Eroe per gioco (Free Guy), regia di Shawn Levy (2021)
- The Adam Project, regia di Shawn Levy (2022)
- Spirited - Magia di Natale (Spirited), regia di Sean Anders (2022)
- IF - Gli amici immaginari (IF), regia di John Krasinski (2024)
- Deadpool & Wolverine, regia di Shawn Levy (2024)

### Sceneggiatore
- Deadpool 2, regia di David Leitch (2018)
- Deadpool & Wolverine, regia di Shawn Levy (2024)

### Documentario
- Welcome to Wrexham, (2022-in corso)

## Doppiatori italiani
Nelle versioni in italiano delle opere in cui ha recitato, Ryan Reynolds è stato doppiato da:
- Francesco Venditti in X-Men le origini - Wolverine, Deadpool, Life - Non oltrepassare il limite, Deadpool 2, Pokémon: Detective Pikachu, 6 Underground, Free Guy - Eroe per gioco, The Adam Project, Spirited - Magia di Natale[N 1], Welcome to Wrexham, Ghosted, IF - Gli amici immaginari, Deadpool & Wolverine
- Riccardo Rossi in Blade: Trinity, Amityville Horror, Un segreto tra di noi, Safe House - Nessuno è al sicuro, Mississippi Grind, Woman in Gold, Self/less, Criminal, Come ti ammazzo il bodyguard, Come ti ammazzo il bodyguard 2 - La moglie del sicario
- Fabrizio Manfredi in Allarme mortale, Due ragazzi e una ragazza, Mai dire sempre
- Massimiliano Manfredi in Maial College, Ricatto d'amore, Buried - Sepolto
- Riccardo Niseem Onorato in Smokin' Aces, Adventureland, Cambio vita
- Stefano Crescentini in Just Friends (Solo amici), Red Notice
- Simone D'Andrea in Chaos Theory, Fast & Furious - Hobbs & Shaw
- Adriano Giannini in Certamente, forse, Lanterna Verde
- Roberto Gammino in X-Files
- Alessandro Tiberi ne Le ragazze della Casa Bianca
- Marco Baroni in Scrubs - Medici ai primi ferri
- Alessandro Quarta in Matrimonio impossibile
- Vittorio Guerrieri in Foolproof
- Gianluca Crisafi in Waiting...
- Emiliano Coltorti in Maestro dell'anno
- Giorgio Borghetti in R.I.P.D. - Poliziotti dall'aldilà
- Lorenzo Scattorin in The Captive - Scomparsa
- Massimo Triggiani in The Voices (Jerry Hickfang)

Da doppiatore è sostituito da:
- Emiliano Coltorti ne I Croods, Turbo
- Fabrizio Picconi ne I Griffin
- Massimo Triggiani in The Voices (Bosco/Mr. whiskers/Bunny Monkey/Deer)
- Francesco De Francesco in Deadpool 2 (il Fenomeno)
- Francesco Venditti in Pokémon: Detective Pikachu (Pikachu)
- Leo Gassmann ne I Croods 2 - Una nuova era

### Annotazioni
1. ↑  Le parti cantate sono eseguite da Manuel Meli.

### Fonti
1. ↑   Cara Buckley, This Story Has Already Stressed Ryan Reynolds Out, su The New York Times, 2 maggio 2018. URL consultato il 18 maggio 2018 (archiviato il 7 maggio 2018).
2. ↑   Michael Posner, Ryan Reynolds' Disappearing Act, in enRoute (Air Canada's inflight magazine), 1º settembre 2007. URL consultato il 17 giugno 2010 (archiviato il 18 febbraio 2010).
«Reynolds grew up in an Irish-Catholic household in the Vancouver neighbourhood of Kitsilano. As a child, he went to church regularly»
3. ↑   Ryan Reynolds, in Glamour. URL consultato il 16 gennaio 2012 (archiviato il 1º gennaio 2012).
4. ↑   Ryan Reynolds bio, su tribute.ca, Tribute Entertainment Media Group. URL consultato il 12 marzo 2009 (archiviato il 20 febbraio 2009).
5. ↑   About Ryan Reynolds, Canada.com. URL consultato il 6 maggio 2008 (archiviato dall'url originale il 10 maggio 2008).
6. ↑   Ryan Reynolds almost copped it, in The Sydney Morning Herald, smh.com.au. URL consultato il 1º ottobre 2010 (archiviato il 28 maggio 2014).
7. ↑   Ryan Reynolds remembers late father with touching photo tribute, in Entertainment Weekly, 28 ottobre 2015 (archiviato il 1º luglio 2020).
8. ↑   Ryan Reynolds' father dies at 74, in USA Today, 28 ottobre 2015. URL consultato l'11 settembre 2017 (archiviato il 7 agosto 2017).
9. ↑   Weddings Reynolds – Stewart, in Vancouver Sun, 13 aprile 1964. URL consultato il 22 dicembre 2018 (archiviato il 27 marzo 2019).
10. ↑   Births & Deaths STEWART Peggy, in Vancouver Sun, 12 settembre 2000. URL consultato il 22 dicembre 2018 (archiviato il 24 dicembre 2018).
11. ↑   Ryan Reynolds profile at FilmReference.com, su filmreference.com. URL consultato il 28 aprile 2010.
12. ↑   Ryan Reynolds Biography, su movies.yahoo.com, Yahoo! Movies. URL consultato il 18 maggio 2018 (archiviato dall'url originale il 3 settembre 2011).
13. ↑   He Got His Start On Canadian Television, su etcanada.com, Entertainment Tonight Canada. URL consultato il 7 dicembre 2019 (archiviato il 9 dicembre 2019).
14. ↑   Tom Huddleston Jr., 'Deadpool 2' star Ryan Reynolds' first acting job paid $150 and he 'felt like a gazillionaire', su cnbc.com, CNBC, 18 maggio 2018. URL consultato il 7 dicembre 2019 (archiviato il 10 dicembre 2019).
15. ↑   A Look Back at Ryan Reynolds' Weird and Wonderful TV Career, su film.com. URL consultato il 16 maggio 2015 (archiviato il 14 giugno 2015).
16. ↑   Jason Buchanan, Ryan Reynolds, in The New York Times, Baseline. All Movie Guide, 2016. URL consultato il 16 maggio 2015 (archiviato dall'url originale il 13 marzo 2016).
17. ↑   The Outer Limits Cast and Characters, su tvguide.com, TV Guide. URL consultato il 7 dicembre 2019 (archiviato il 10 dicembre 2019).
18. ↑   Jeremy Fuster e Brian Welk, The Evolution of Ryan Reynolds, From 'Van Wilder' to 'Detective Pikachu' (Photos), su thewrap.com, TheWrap, 20 marzo 2017. URL consultato il 7 dicembre 2019 (archiviato il 9 dicembre 2019).
19. ↑   Ben Travers, Why Ryan Reynolds Should Return to TV Now More Than Ever, su indiewire.com, IndieWire, 7 febbraio 2015. URL consultato il 1º dicembre 2019 (archiviato il 10 dicembre 2019).
20. ↑  (EN) Mike Fleming, Ryan Reynolds is the "Green Lantern", su weblogs.variety.com, Variety.com, 10 luglio 2009. URL consultato il 12 luglio 2009 (archiviato dall'url originale il 13 luglio 2009).
21. ↑  (EN) Ryan Reynolds: Hugo Boss Fragrance's New Face!, su justjared.buzznet.com, Just Jared.buzznet.com, 12 febbraio 2010. URL consultato il 13 febbraio 2010 (archiviato dall'url originale il 14 febbraio 2010).
22. ↑   Ryan Reynolds e Scarlett Johansson, la coppia hot del 2010, su movieplayer.it, 17 novembre 2010. URL consultato il 17 novembre 2010.
23. ↑   Matt Goldberg, Review: X-Men Origins – Wolverine, su collider.com, Collider, 30 aprile 2009. URL consultato il 7 dicembre 2019 (archiviato il 10 dicembre 2019).
24. ↑   Adam Holmes, How Ryan Reynolds Contributed To X-Men Origins: Wolverine Off Camera, su cinemablend.com, CinemaBlend, 14 novembre 2016. URL consultato l'8 ottobre 2020.
25. ↑   Cinema, Ryan Reynolds ha la stella sulla Hollywood Walk of Fame, su askanews.it, 16 dicembre 2016. URL consultato il 17 dicembre 2016.
26. ↑   Le 100 persone più influenti del 2017: Viola Davis, Ryan Reynolds nella lista completa!, su mondofox.it, 21 aprile 2017. URL consultato il 23 aprile 2017 (archiviato dall'url originale il 24 aprile 2017).
27. ↑  (EN) The Hitman's Bodyguard (2017) Cast and Crew - Cast Photos and Info - Fandango, su Fandango. URL consultato il 19 novembre 2017.
28. ↑   Ryan Reynolds e Taika Waititi di nuovo insieme in Free Guy di Shawn Levy, su comingsoon.it.
29. ↑  (EN) Alanis Morissette Talks Ryan Reynolds Breakup, Covering 'My Humps', su accesshollywood.com. URL consultato il 25 gennaio 2015.
30. ↑   Scarlett Johansson e Ryan Reynolds si sono lasciati, su gossipblog.it, 14 dicembre 2010. URL consultato il 15 dicembre 2010 (archiviato dall'url originale il 19 dicembre 2010).
31. ↑   Simona Marchetti, Scarlett, un futuro da single, su corriere.it, Corriere della Sera.it, 15 dicembre 2010. URL consultato il 15 dicembre 2010.
32. ↑   Blake Lively e Ryan Reynolds si sono sposati, 10 settembre 2012. URL consultato il 10 settembre 2012 (archiviato dall'url originale il 13 settembre 2012).
33. ↑  (EN) Madison Vanderberg, It's Confirmed: Ryan Reynolds and Blake Lively are Dating, in hollyscoop.com, 12 ottobre 2011. URL consultato il 3 febbraio 2012 (archiviato dall'url originale il 17 dicembre 2011).
34. ↑   È nato il primo figlio di Reynolds e Lively, su vanityfair.it.
35. ↑   Blake Lively ha partorito: lei e Ryan Reynolds genitori bis, su vanityfair.it, 1º ottobre 2016. URL consultato il 2 ottobre 2016.
36. ↑   Seconda figlia per Blake Lively, Ryan Reynolds lo rivela per sbaglio, su grazia.it, 3 novembre 2016. URL consultato il 7 novembre 2016.
37. ↑   PopcornTv, Ryan Reynolds fa sognare un piccolo fan di Deadpool, su PopcornTv.it, 22 maggio 2015. URL consultato il 1º aprile 2024.
38. ↑   Ryan Reynolds on Wrexham football club takeover with Rob McElhenney: 'I wouldn't dare call it soccer. I care about my well-being too much', su news.sky.com.
39. ↑   F1, i proprietari del Milan e l'attore Ryan Reynolds investono nel team Alpine della Renault, su milanofinanza.it.